# آدم مکی
آدم مکی (انگلیسی: Adam Mekki؛ زادهٔ ۲۴ دسامبر ۱۹۹۱) بازیکن فوتبال اهل بریتانیا است.
از باشگاه‌هایی که در آن بازی کرده‌است می‌توان به باشگاه فوتبال دوور اتلتیک، باشگاه فوتبال ترانمره راورز، باشگاه فوتبال آکسفورد سیتی، باشگاه فوتبال بروملی، باشگاه فوتبال بیزینگ‌استوک تاون، باشگاه فوتبال بارنت، باشگاه فوتبال کارشالتون اتلتیک، و باشگاه فوتبال آلدرشات تاون اشاره کرد.